# Anne Teresa De Keersmaeker

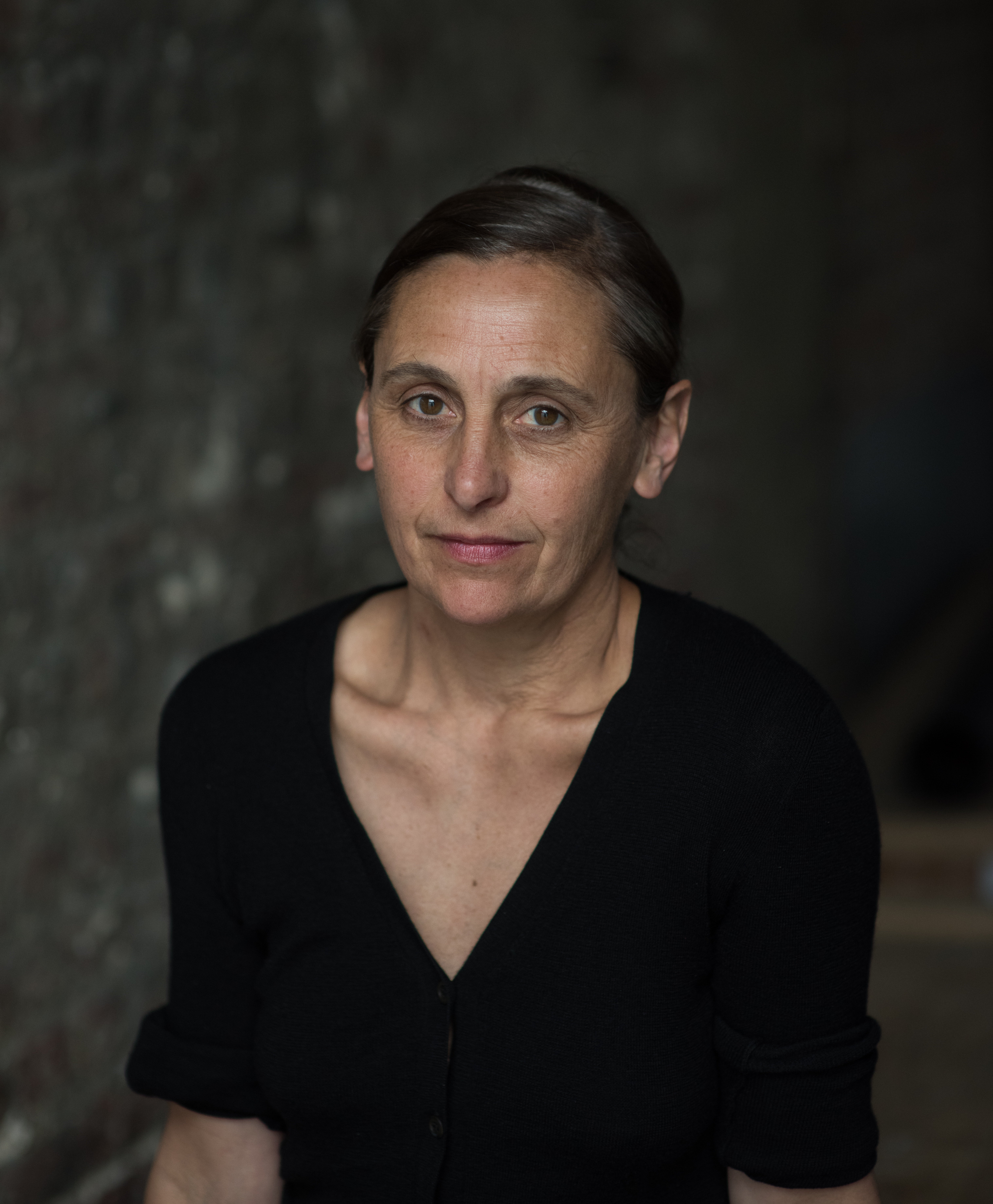
Anne Teresa De Keersmaeker, 2016

Anne Teresa De Keersmaeker (* 1960 in Mechelen) ist eine belgische Choreografin, Ballettmeisterin und Solotänzerin.

## Leben
De Keersmaeker wuchs in Wemmel in Flandern auf, ihr Vater war Landwirt, die Mutter Lehrerin. Sie besuchte Maurice Béjarts Brüsseler Mudra-Tanzschule von 1978 bis 1980. 1981 studierte sie an der Tisch School of the Arts in New York.
Ihre erste Produktion, Asch, präsentierte sie 1980 in Brüssel. Nach ihrer Rückkehr aus den USA folgte 1982 die Choreografie Fase. 1983 gründete sie ihre eigene Tanz-Kompanie, Rosas. Mit der Choreografie für ihre Truppe, Rosas danst Rosas, gelang ihr der internationale Durchbruch. Das Kaaitheater in Brüssel bot ihr in den 1980er Jahren einen Aufführungsort für ihre Arbeiten.
1992 wurde De Keersmaekers Kompanie Rosas als ständige Kompanie an Brüssels Théatre Royal de La Monnaie / Koninklijke Muntschouwburg aufgenommen.
1995 gründeten De Keersmaeker und das Théatre Royal de la Monnaie die internationale Schule für modernen Tanz P.A.R.T.S. (Performing Arts Research & Training Studio), welche die durch den Umzug von Béjarts École Mudra nach Lausanne entstandene Lücke füllen sollte.
Die Produktionen der Kompanie Rosas werden regelmäßig weltweit auf internationale Theater- und Tanzfestivals eingeladen.
De Keersmaeker bekam 1995 die Ehrendoktorwürde der Freien Universität Brüssel verliehen. Sie ist außerdem Trägerin der französischen Auszeichnung Officier de l’Ordre des Arts et des Lettres.

## Auszeichnungen
- 1988: Bessie Award für Rosas danst Rosas
- 1989: Japanese Dance Award für die beste ausländische Produktion für Mikrokosmos
  - London Dance and Performances Award für Stella
  - Sole d’Oro für den Film Hoppla
  - Grand Prix Vidéo Danse für den Film Hoppla
- 1994: Dance Screen Award für den Film Achterland
- 1996: Eugène Baie-Preis
- 1997: Grand Prix International Vidéo Danse für den film Rosas danst Rosas
- 1998: Goldener Lorbeerkranz in Sarajewo für Drumming
- 1998: Spezialpreis der Jury des International Festival of Film and New Media on Art in Athen für den Film Rosas danst Rosas
- 2000: Grand Prix Carina Ari des Festival International Media Dance für den Kurzfilm Tippeke
- 2003: Deutscher Kritikerpreis
- 2011: Goldenes Verdienstzeichen des Landes Wien[3]
- 2016: Choreografin des Jahres in der internationalen Kritikerumfrage des Magazins Tanz[4]
- 2019: Deutscher Theaterpreis Der Faust in der Kategorie Choreographie für Die sechs Brandenburgischen Konzerte an der Volksbühne Berlin[5]
- 2021: Helena Vaz da Silva European Award for Raising Public Awareness on Cultural Heritage[6]
- 2025: Praemium Imperiale[7][8]

## Werke (Auswahl)
- 1980: Asch
- 1982: Fase, Musik Steve Reich
- 1983: Rosas danst Rosas, Musik Thierry De Mey und Peter Vermeersch
- 1984: Elena’s Aria
- 1986: Bartók/Aantekeningen
- 1987: Verkommenes Ufer/Medeamaterial – Landschaft mit Argonauten (Heiner Müller)
  - Mikrokosmos-Monument Selbstporträt mit Reich und Riley (und Chopin ist auch dabei)/In zart fliessender Bewegung – Quatuor Nr.4
- 1988: Ottone, Ottone
- 1990: Stella
  - Achterland
- 1992: ERTS
  - Rosa, Tanzfilm zu Musik von Béla Bartók, Regie Peter Greenaway
  - Mozart Concert Arias, un moto di gioia, in Zusammenarbeit mit dem Orchestre des Champs Elysées, Dirigent Philippe Herreweghe
- 1993: Toccata
- 1994: Kinok, in Zusammenarbeit mit Thierry De Mey und dem Ictus Ensemble
  - Amor Constante más allá de la muerte, in Zusammenarbeit mit Thierry De Mey und dem Ictus Ensemble
- 1995: Verklärte Nacht
- 1996: Woud, Musik: Berg, Schönberg und Wagner
- 1997: 3 Solos für Vincent Dunoyer, zusammen mit Steve Paxton und The Wooster Group
  - Just Before, zur Liveperformance des Ictus Ensemble, Musik: Magnus Lindberg, John Cage, Yannis Xenakis, Steve Reich, Pierre Bartholomée und Thierry De Mey
- 1998: Herzog Blaubarts Burg, Oper von (Béla Bartók), Debüt als Opernregisseurin am Théatre Royal de la Monnaie
  - Drumming, Musik Steve Reich
- 1989: The Lisbon Piece, Gastchoreografie für die portugiesische Companhia Nacional de Bailado
  - Quartett, Tanztheaterperformance nach Heiner Müller
  - with/for/by, Teilchoreographie und Duett mit Elizabeth Corbett
  - I said I, zusammen mit Jolente De Keersmaeker (Regie), Musik: Ictus Ensemble, Aka Moon und DJ Grazzhoppa
- 2000: In Real Time, Musik: Aka Moon
- 2001: Rain, Musik Steve Reich
- 2002: Once (erster Soloabend nach zwanzig Jahren im Brüsseler La Monnaie)[9]
- 2010: 3abschied, zusammen mit Jérôme Bel
  - En Attendant
- 2011: Cesena
- 2013: Vortex Temporum, Rosas & Ictus
  - Partita 2
- 2014: Verklärte Nacht
- 2015: Golden Hours (As You Like It), Musik Brian Eno
  - Work/Travail/Arbeid, Projekt im WIELS, Brüssel, mit ganztägiger Tanz-performance während der Öffnungszeiten und der gesamten Laufzeit der Ausstellung, Musik: Ictus Ensemble
- 2017: Così Fan Tutte
  - A Love Supreme
  - Mitten wir im Leben sind/Bach6Cellosuiten
  - Zeitigung
- 2018: The Six Brandenburg Concertos
- 2019: Somnia
  - Brancusi
- 2020: The Goldberg Variations, BWV 988
- 2021: dark red, Choreographie zur Ausstellung Rodin/Arp, Fondation Beyeler, Riehen (CH)[10]
- 2024: Y, eine Auftragsarbeit der Ruhrtriennale in Koproduktion mit dem Museum Folkwang[11]